# Marina Vilmova
Marina Vilmova (en ruso: Марина Вильмова; 12 de junio de 1987) es una deportista rusa que compite en lucha libre. Ganó una medalla de bronce en el Campeonato Europeo de Lucha de 2012, en la categoría de 48 kg.

## Palmarés internacional
| Campeonato Europeo | Campeonato Europeo | Campeonato Europeo | Campeonato Europeo |
| Año                | Lugar              | Medalla            | Categoría          |
| ------------------ | ------------------ | ------------------ | ------------------ |
| 2012               | Belgrado (Serbia)  | Medalla de bronce  | 48 kg              |